# Mount Nimrod
Mount Nimrod är ett berg i Antarktis. Det ligger i Östantarktis. Nya Zeeland gör anspråk på området. Toppen på Mount Nimrod är 3 200 meter över havet.
Terrängen runt Mount Nimrod är kuperad åt nordost, men åt sydväst är den platt. Trakten är obefolkad. Det finns inga samhällen i närheten.